# Susanne Ljungskog
Susanne Ljungskog est une coureuse cycliste suédoise, née le 16 mars 1976 à Halmstad. Professionnelle de 1999 à 2010, elle compte de nombreux succès dont deux titres de championne du monde sur route.

## Biographie
En 2008, elle remporte en solitaire le Tour de Berne. Sur le Tour de l'Aude cycliste féminin, elle termine quatrième du prologue. Dans la première étape, elle attaque dans les deux derniers kilomètres et n'est accompagnée que par trois autres coureuses. Elle termine troisième, mais prend le maillot jaune. Lors du contre-la-montre par équipe du lendemain, elle doit céder sa place de leader du classement général. Lors de la quatrième étape, l'étape reine, elle rattrape Sara Carrigan au col de la Llose avant de la lâcher dans le col de Creu. Elle gagne en solitaire avec presque trois minutes d'avances et reprend par la même occasion la tête du classement général. Elle est deuxième de la dernière étape et remporte son deuxième Tour de l'Aude d'affilée,.
Aux championnats du monde, elle suit l'attaque de Marianne Vos et se trouve dans un groupe composé également de sa compatriote Emma Johansson, de Nicole Cooke, Judith Arndt et Trixi Worrack. Elle est cependant lâchée sur un démarrage de la Néerlandaise puis victime d'une crevaison. Elle est finalement trente-et-unième.

## Palmarès

### Résultats année par année
| - 1994 - Championne de Suède sur route - Championne de Suède du contre-la-montre - 2e du Driedaagse van Pattensen - 3e du Tjejtrampet - 3e du Tour de Thuringe féminin - 1996 - 2e du championnat de Suède du contre-la-montre - 3e du championnat de Suède sur route - 6e du championnat d'Europe sur route espoirs - 1997 - 3e du championnat de Suède du contre-la-montre - 5e du championnat d'Europe sur route espoirs - 6e du championnat d'Europe du contre-la-montre espoirs - 1998 - Championne d'Europe sur route espoirs - 5e et 11e étapes du Tour de l'Aude - Tjejtrampet - 2e du championnat d'Europe du contre-la-montre espoirs - 2e du championnat de Suède du contre-la-montre - 2e de l'Eurosport Tour - 2e du Tour de Thuringe féminin - 3e du championnat de Suède sur route - 6e du Grand Prix Guillaume Tell - 1999 - 2e du championnat de Suède du contre-la-montre - 2e du championnat de Suède sur route - 3e du Holland Ladies Tour - 5e du Grand Prix Suisse - 10e du Ladies Tour Beneden-Maas - 2000 - 2e du championnat de Suède sur route - 3e du Holland Ladies Tour - 3e du Tour de Majorque - 4e du championnat du monde sur route - 5e du Rotterdam Tour - 5e du Grand Prix Suisse - 6e de la Flèche wallonne - 2001 - Grand Prix de Suisse - Primavera Rosa - 12e étape de la Grande Boucle Féminine Internationale - 2e du championnat de Suède du contre-la-montre - 2e de la Coupe du monde cycliste féminine de Montréal - 3e du Tour de l'Aude - 6e de la Liberty Classic - 7e du championnat du monde sur route - 10e de la Flèche wallonne - 2002 - Championne du monde sur route - 1re étape du Trophee Feminin Mediterraneen - 14e étape de la Grande Boucle Féminine Internationale (contre-la-montre) - Tour de Toscane féminin-Mémorial Michela Fanini : - Classement général - Prologue, 1re et 6e étapes - 2e du championnat de Suède du contre-la-montre - 2e du Trophee Feminin Mediterraneen - 2e de la Grande Boucle Féminine Internationale - 3e du championnat de Suède sur route - 3e du Tour de Snowy - 3e du Grand Prix de Plouay - 6e du Grand Prix Suisse - 7e de la World Cup Hamilton City - 10e de la Primavera Rosa - 2003 - Championne du monde sur route - Championne de Suède sur route - Championne de Suède du contre-la-montre - Holland Ladies Tour - Tour de Toscane féminin-Mémorial Michela Fanini - 2e du Tour de Thuringe féminin - 2e du Tour du Trentin - 3e du Tour de l'Aude - 3e du Rotterdam Tour - 5e de l'Amstel Gold Race - 5e de la Coupe du monde cycliste féminine de Montréal | - 2004 - Championne de Suède sur route - Championne de Suède du contre-la-montre - 6e étape du Tour de Thuringe féminin - 6e du Gran Premio Castilla y León - 2005 - Championne de Suède sur route - Gran Premio Castilla y León - Tour de Toscane féminin-Mémorial Michela Fanini : - Classement général - 6e étape - 3e étape du Tour de Nouvelle-Zélande - 3e étape de Gracia Orlová - 2e étape de l'Emakumeen Bira - 7e étape du Holland Ladies Tour - 2e du Tour des Flandres - 2e du Tour de Thuringe - 2e du Holland Ladies Tour - 2e du Geelong Tour - 2e de Gracia Orlová - 2e du Grand Prix of Wales - 5e de la Coupe du monde cycliste féminine de Montréal - 7e du championnat du monde sur route - 7e de la Geelong World Cup - 7e de la Wellington Women's World Cup - 8e de la Flèche wallonne - 10e de la Primavera Rosa - 2006 - Championne de Suède sur route - Championne de Suède du contre-la-montre - 10e étape du Tour de l'Aude - Durango-Durango Emakumeen Saria - 4e étape de l'Emakumeen Bira - 7e étape du Tour d'Italie - Holland Ladies Tour - Course en ligne de l'Open de Suède Vårgårda - 2e du Tour de l'Aude - 2e de l'Emakumeen Bira - 2e de l'L'Heure d'Or - 3e du Gran Premio Castilla y León - 3e du Tour d'Italie - 6e du Grand Prix de Plouay - 7e de la Wellington Women's World Cup - 8e du Tour des Flandres - 2007 - Tour de l'Aude - Emakumeen Bira - 7e étape du Tour de Thuringe - Chrono des Nations-Les Herbiers-Vendée - 2e de l'Holland Hills Classic - 3e du GP Costa Etrusca / Giro Ripardella - Montescudaio - 6e du Tour des Flandres - 9e du Grand Prix de Plouay - 2008 - Tour de Berne - Tour de l'Aude : - Classement général - 4e étape - 6e étape du Tour de l'Ardèche - Chrono des Nations-Les Herbiers-Vendée - 3e du championnat de Suède sur route - 3e du Geelong Tour - 3e du Mémorial Davide Fardelli - 3e du Tour de l'Ardèche - 7e du championnat du monde du contre-la-montre - 9e du Tour de Nuremberg - 10e du contre-la-montre aux Jeux olympiques de Pékin - 2009 - 2e du championnat de Suède du contre-la-montre - 3e du Tour de Thuringe - 3e du contre-la-montre par équipes de l'Open de Suède Vårgårda - 7e du Tour de Berne - 8e de la course en ligne de l'Open de Suède Vårgårda |

### Championnats
|  | Année                                  | 1994 | 1995 | 1996 | 1997 | 1998 | 1999 | 2000 | 2001 | 2002 | 2003 | 2004 | 2005 | 2006 | 2007 | 2008 | 2009 |
|  | Championnats de Suède sur route        | 1re  | 5e   | 1re  | 1re  | 1re  | 2e   | 2e   | ?    | 3e   | 1re  | 1re  | 1re  | 1re  | -    | 3e   | 7e   |
|  | Championnats de Suède contre-la-montre | 1re  | ?    | 2e   | 3e   | 2e   | 2e   | ?    | 2e   | 2e   | 1re  | 1re  | -    | 1re  | -    | -    | 2e   |
|  | Championnats du monde sur route        | 22e  | 63e  | -    | 33e  | 17e  | 24e  | 4e   | 7e   | 1re  | 1re  | 26e  | 7e   | 44e  | Ab.  | 31e  | -    |
|  | Championnats du monde contre-la-montre | 22e  | 19e  | -    | 26e  | -    | 26e  | 15e  | -    | 19e  | 25e  | -    | 17e  | 15e  | 13e  | 7e   | -    |

### Grands tours

#### Grande Boucle
- 2000 : 15e
- 2001 : 6e, vainqueur de la 12e étape.
- 2002 : 2e, vainqueur de la 14e étape[9].
- 2003 : 7e.

#### Tour de l'Aude
- 1998 : 5e, vainqueur de la 4e et 9e étape.
- 2000 : 15e
- 2001 : 3e
- 2002 : 5e
- 2003 : 3e, vainqueur de la 8e étape[10].
- 2004 : 9e, vainqueur de la 9e étape.
- 2005 : Abandon
- 2006 : 2e, vainqueur de la 9e étape. Porteuse du maillot de leader lors de la 2e étape.
- 2007 : Vainqueur. Porteuse du maillot de leader à partir de l'étape 8b.
- 2008 : Vainqueur, vainqueur de la 4e étape. Porteuse du maillot de leader de la 1re étape, puis à partir de la 4e étape.
- 2009 : 11e

#### Tour d'Italie
- 2001 : 10e
- 2004 : abandon (8e étape)
- 2006 : 3e, vainqueur de la 7e étape et  Vainqueure du classement par points[11].
- 2007 : 6e
- 2008 : 23e
- 2009 : 9e

### Classements mondiaux
| Année                                 | 1997 | 1998 | 1999 | 2000 | 2001 | 2002 | 2003 | 2004 | 2005 | 2006 | 2007 | 2008 | 2009 |
| ------------------------------------- | ---- | ---- | ---- | ---- | ---- | ---- | ---- | ---- | ---- | ---- | ---- | ---- | ---- |
| Classement UCI                        | 37e  | 15e  | 50e  | 13e  | 8e   | 1re  | 1re  | 33e  | 2e   | 3e   | 7e   | 12e  | 23e  |
| Coupe du monde                        |      | 28e  | 31e  | 6e   | 3e   | 6e   | 9e   | 36e  | 2e   | 5e   | 31e  | 11e  | 15e  |
|                                       |      |      |      |      |      |      |      |      |      |      |      |      |      |
| Légende : nc = non classéSource : UCI |      |      |      |      |      |      |      |      |      |      |      |      |      |